# Peperomia latibracteata
Peperomia latibracteata är en pepparväxtart som beskrevs av Eduardo Quisumbing y Argüelles. Peperomia latibracteata ingår i släktet peperomior, och familjen pepparväxter. Inga underarter finns listade i Catalogue of Life.